# Bitterfontein
Bitterfontein (afrikaans, deutsch: „Bitterbrunnen“) ist eine Stadt im Distrikt West Coast in der südafrikanischen Provinz Western Cape. Sie befindet sich in einer relativ isolierten geographischen Lage im Norden der Provinz.
Der Ortsname Bitterfontein leitet sich von den hier auftretenden brackischen Gewässern ab, deren Salzgehalt einen bitteren Geschmack verursacht und daher als ungenießbar empfunden wird.

## Geographie und Geologie
Bitterfontein befindet sich auf dem Territorium der Lokalgemeinde Matzikama. Seine Umgebung gehört zum südlichen Teil der Landschaft Namaqualand. Eigenständige (main place) Nachbarorte sind im Norden Garies (Provinz Northern Cape) und Nuwerus im Süden.
Eine geologische Untersuchung aus dem Jahre 1960 ergab bezüglich der mineralischen Zusammensetzung des Grundwassers in der Umgebung einen markanten Salzgehalt. Im Wasser aus einer 12 m tiefen Bohrung im Flussbett des Moedverloren River wurde demnach ein primärer Gehalt von Alkali-Kationen (Natrium) sowie sekundär Erdalkali-Kationen Calcium und Magnesium festgestellt. Als Anionen fand man Sulfat und etwas weniger Carbonat, ferner noch Kieselsäure.

## Bevölkerung
Gemäß der Volkszählung von 2011 lebten hier 986 Personen in 231 Haushalten auf 39,9 km². Davon waren 91 % Coloureds, 5 % weiß und 4 % schwarz. Als Hauptsprache gaben 97 % Afrikaans, 1,33 % isiXhosa und 0,51 % Englisch an.

## Geschichte
Der erste Zug auf der Eisenbahnstrecke traf hier am 27. April 1927 ein. Die Bedeutung der Strecke lag im Transport von Kupfererz, Granitrohblöcken und anderen Wirtschaftsgütern. Ausschlaggebend für den Bau der Strecke war der Kupferbergbau weiter nördlich bei Okiep und Nababeep.
Im Jahre 1990 erhielt der Ort die erste für die Trinkwasserversorgung vorgesehene Wasserentsalzungsanlage in Südafrika, die auch die erste im südlichen Afrika gewesen sein soll. Damit werden die Einwohner von Bitterfontein, seiner Umgebung und sogar von Nuwerus versorgt. Das dafür verwendete Wasser wird aus Bohrungen gewonnen.

## Wirtschaft
Der Ort lebt überwiegend von Subsistenzwirtschaft und Tourismus. Hier gibt es einen Markt für Agrarprodukte.
Die Erwerbsmöglichkeiten sind entsprechend den natürlichen Gegebenheiten in Bitterfontein und Umgebung sehr eingeschränkt. Die Region gehört zu den Teilen der Lokalgemeinde, die von der höchsten Arbeitslosigkeit gekennzeichnet sind.

## Verkehr
Die Nationalstraße N7 durchläuft den Ort. Von hier zweigt eine Landstraße in die kaum besiedelte Region nach Westen ab. Unmittelbar nördlich der Siedlung zweigt eine nordwestlich verlaufende und über den Rooiwalspoort (Pass) laufende Landstraße nach Rietpoort ab und einige Kilometer weiter die Regionalstraße R358 in Richtung Kliprand, durch wüstenartige Landschaften bis nach Pofadder.
Aus dem Süden führt eine Eisenbahnstrecke von Malmesbury über Klawer, Graafwater, Vredendal bis nach Bitterfontein. Bitterfontein erhielt 1927 seinen Eisenbahnanschluss, der sich jedoch zu den weiter nördlich gelegenen Kupferbergbaugebieten nicht fortsetzt.

## Sehenswürdigkeiten
- historisch bedeutsames Bahnhofsgelände im Ort[9]
- im Osten und Südosten erstrecken sich Schutzgebiete in der Landschaft Knersvlakte[10]
- Landschaften mit Salt pans, stehende Gewässer mit signifikantem Salzgehalt oder ausgetrocknete Senken
- Vogelbeobachtungen
- Vegetation der Knersvlakte